# Macrovipera schweizeri
Macrovipera schweizeri је гмизавац из реда Squamata. 

## Угроженост
Ова врста се сматра угроженом.

## Распрострањење
Грчка је једино познато природно станиште врсте.

## Популациони тренд
Популација ове врсте је стабилна, судећи по доступним подацима.

## Станиште
Врста Macrovipera schweizeri има станиште на копну.